# Веніо Лосерт
Веніо Лосерт  (хорв. Venio Losert, 25 липня 1976) — хорватський гандболіст, олімпійський чемпіон.

## Виступи на Олімпіадах
| Олімпіада    | Дисципліна | Місце |
| ------------ | ---------- | ----- |
| Атланта 1996 | гандбол    | 1     |
| Афіни 2004   | гандбол    | 1     |
| Пекін 2008   | гандбол    | 4     |
| Лондон 2012  | гандбол    | 3     |